# Ioan Slavici

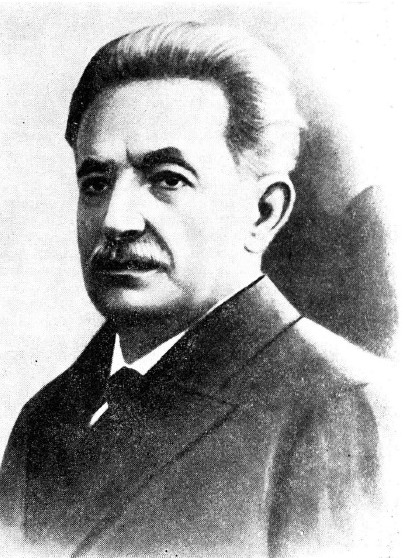
Ioan Slavici

Ioan Slavici, född 18 januari 1848 i Șiria, död 17 augusti 1925 i Crucea de Jos, var en rumänsk författare.
Slavici studerade i Budapest och Wien och slog sig 1876 ned i Bukarest, där han utgav tidskriften "Vatra". Han författade skådespel (däribland komedin Fata de Birau, Bydomarens dotter, 1870, och sorgespelet Gaspar Graziani 1888) och novellsamlingen Novele din popor (Bynoveller, 1881). Dessutom skrev han Die Rumänen in Ungarn, Siebenbürgen und der Bukowina och utgav tillsammans med Eudoxiu de Hurmuzachi Documente privitoare la istoria românilor. På svenska finns novellen "Byskvallret" i "Från Rumänien" (1895).